# Comuna Mîkolaiivka, Romnî
Mîkolaiivka (în ucraineană Миколаївка) este o comună în raionul Romnî, regiunea Sumî, Ucraina, formată din satele Horove, Jîtne, Kalînivka, Mîkolaiivka (reședința) și Pohrebî.

## Demografie
Componența lingvistică a comunei Mîkolaiivka
     Ucraineană (97,97%)
     Rusă (1,55%)
     Alte limbi (0,2%)
Conform recensământului din 2001, majoritatea populației comunei Mîkolaiivka era vorbitoare de ucraineană (97,97%), existând în minoritate și vorbitori de rusă (1,55%).